# Benedicto Cabrera
Benedicto Cabrera, également connu comme « BenCab » (Malabon, 1942) est un peintre, dessinateur et graveur philippin.
Il a reçu le titre d'artiste national des Philippines pour les arts visuels (peinture) en 2006. Il est considéré comme « sans doute le peintre le plus vendu de sa génération d'artistes philippins ».

## Biographie

### Jeunesse et formation
Benedicto Cabrera naît le 10 avril 1942 à Malabon, dans la province de Rizal, aux Philippines,. Fils de Democrito Cabrera et Isabel Reyes, il est le plus jeune de leurs neuf enfants. En 1954, sa famille déménage à Bambang, dans le district Tondo du Grand Manille,.
La première incursion de Benedicto Cabrera dans le monde des arts se fait par l'intermédiaire de son frère aîné Salvador, un artiste déjà établi pendant l'enfance de Benedicto,. Il remporte son premier prix artistique ainsi que 100 pesos alors qu'il était en sixième année pour sa participation à un concours d'affiches sur le thème des droits de l'homme,.
Il entre en 1959 à l'université des Philippines Diliman, où il étudie auprès de José T. Joya et explore différentes formes d'art visuel — photographie, dessin, gravure — tout en perfectionnant sa formation de peintre. Il obtient sa licence en beaux-arts en 1963,.

### Famille
Benedicto Cabrera rencontre la journaliste britannique Caroline Kennedy (autrice de An Affair of State, 1987, et How the English Establishment Framed Stephen Ward, 2013) à Manille en 1968, et l'épouse à Londres en 1969. Il part en effet en Europe cette année-là pour représenter les Philippines à la VIe Biennale de Paris avec Virgilio Aviado et Lamberto Hechanova,.
Le couple décide de rester dans la capitale anglaise, où il a trois enfants. L'aîné, Elisar, est né en 1971 et est producteur de films et de séries web, marié à la dramaturge et scénariste de séries web primée, Lisa Gifford, basée à Londres ; leur deuxième enfant, Mayumi, est née à Manille en 1973 et est devenue un mannequin à succès à la fois à Londres et à Los Angeles. Leur plus jeune fille, Jasmine, née en 1977, est styliste,.

### Carrière à Londres
Arrivé à Londres, il étudie la gravure à la Chelsea School of Arts.
Les premières années de Benedicto Cabrera en tant que peintre à Londres « n'ont pas été particulièrement faciles », mais ses talents ont été reconnus assez rapidement. Au cours des quatre décennies suivantes, il s'est forgé un nom d'importance internationale, organisant des expositions de Londres à New York en passant par Macao, et remportant plusieurs prix artistiques majeurs au cours d'une carrière qui s'étend sur quatre décennies,.
Lorsque « BenCab » — c'est ainsi que signe ses œuvres Benedicto Cabrera — retourne aux Philippines en 1972, il est salué comme un pionnier philippin des arts et une influence importante parmi ses pairs. Il repart à Londres en 1974, en partie pour échapper à l'emprise de la loi martiale déclarée par le régime dictatorial de Ferdinand Marcos l'année de son arrivée. Cet événement aurait « marqué le début de l'engagement passionné de [BenCab] pour le commentaire social et les thèmes de la répression et de la liberté », faisant de lui une figure clé du développement de l'art de protestation contre la dictature de Marcos (en).
L'année 1975 marque l'apogée de son œuvre gravé, possédant sa propre presse pour produire des eaux-fortes. Il expose notamment ses estampes à l'Institute of Contemporary Arts. De manière générale, pendant sa période londonienne, Benedicto Cabrera expose ses peintures, dessins et gravure à de nombreuses reprises et dans plusieurs pays — au Royaume-Uni ; en Espagne ; en Colombie ; à Hawaii, où une rétrospective de ses tableaux, estampes et dessins est organisée à la Honolulu Museum of Art ; en France, avec notamment l'exposition « Six Artistes Contemporains Philippins en Europe » à l'Académie Diplomatique Internationale (en) de Paris, avec entre autres Nena Saguil (en), Macario Vitalis et Ofelia Gelvezón-Téqui — et voyage aussi beaucoup (Pérou, Yougoslavie, etc.).
Sa série Larawan est née de sa nostalgie des Philippines. Caroline et lui ont l'habitude de parcourir les marchés aux puces de toute l'Europe à la recherche de cartes et d'imprimés anciens des Philippines. Cette collection est devenue la base de sa série. En 1985, cependant, le mariage de 16 ans de Cabrera et Kennedy se solde par un divorce, et il décide de rentrer aux Philippines.

### Carrière à Baguio
Quand BenCab retourne aux Philippines, il s'installe dans la ville de Baguio, dans le nord de Luçon, avant de monter un studio et une petite ferme isolée sur Asin road, dans la ville voisine de Tuba. Avec un petit groupe d'amis artistes — le plasticien Santi Bose (en), le cinéaste Kidlat Tahimik et le sculpteur Ben Hur Villanueva (en), entre autres —, il crée la Baguio Arts Guild (BAG), qui organise des festivals d'art locaux et internationaux dans la ville. C'est à cette époque de sa carrière que BenCab commence à explorer plus profondément l'utilisation du papier fait main comme support de travail.
À la suite du séisme de 1990 à Luçon (en), BenCab et la BAG apportent leur aide en mettant en place des programmes tels que l'atelier ArtAid pour les enfants traumatisés et une vente aux enchères d'œuvres d'art destinée à collecter des fonds, intitulée Artquake. Bencab est élu président de la guilde l'année suivante,.
Plus tard, dans les années 1990, la contribution de Cabrera est essentielle dans la création du village de Tam-awan, « un refuge pour les artistes locaux qui souhaitent un environnement propice au développement de leurs talents, et une communauté pour tous ceux qui veulent prendre part à la fusion harmonieuse de l'art, de la culture, de l'environnement et de l'histoire ».
BenCab expose beaucoup au cours de la dernière décennie du millénaire, récoltant de nombreuses récompenses. Parmi elles, la plus importante est le Gawad CCP Para sa Sining (prix du Centre culturel des Philippines pour les arts) en 1992.
En 2006, Benedicto Cabrera se voit décerner le titre d'artiste national des Philippines pour les arts visuels (peinture).
En 2009, l'université des Philippines lui décerne un doctorat honorifique en sciences humaines. La même année, un musée à son honneur est inauguré à Tuba : le BenCab Museum (en), établi par Cabrera et la BenCab Art Foundation, dans l'intention de créer un musée privé pour accueillir sa collection d'art personnelle composée de ses propres œuvres, d'art indigène de la Cordillère qu'il considère comme sous-estimé, d'œuvres érotiques et d'œuvres d'autres artistes qui lui plaisaient. La création de ce musée initie une tendance de création de musées privées, tels que le Pinto Art Museum à Antipolo, le Museo Orlina à Tagaytay et le Museo Iloilo (bcl) d'art contemporain.

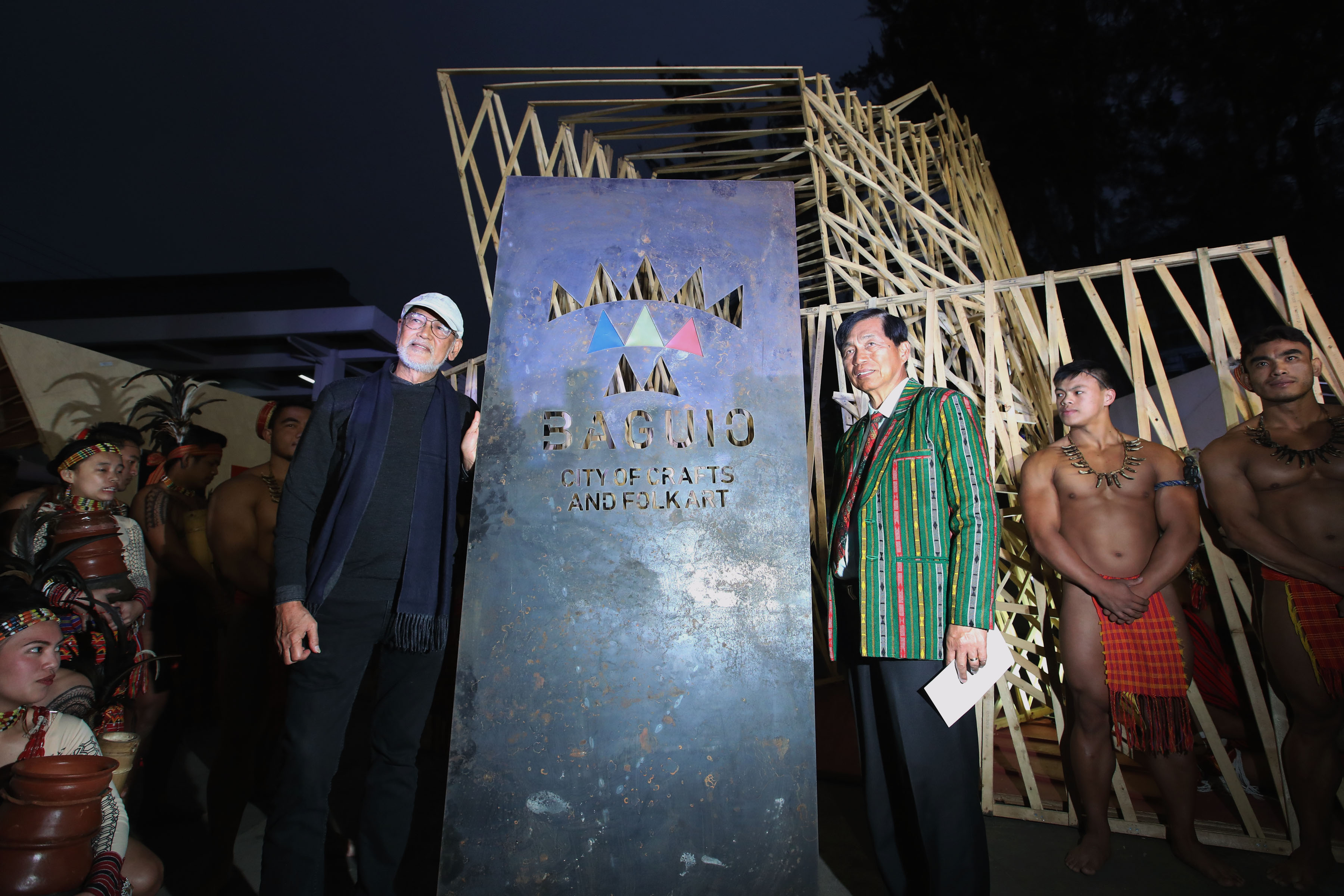
Benedicto Cabrera (à gauche) et le maire de la ville de Baguio Mauricio Domogan (à droite) dévoilent le logo de la Ville créative de Baguio le 10 février 2018.

Son compagnon de la BAG Kidlat Tahimik et lui sont nommés docteurs en sciences humaines, honoris causa, par l'université des Cordillères (en) en 2018 et il participe la même année à la création de « Creative Baguio », « une exposition de Hub Showcase de l'artisanat et des arts populaires » faisant de Baguio la première Ville créative de l'UNESCO.
Benedicto Cabrera continue d'être très actif et réalise des partenariats artistiques ou commerciaux, comme avec le collectif Secret Fresh Gallery — de jeunes artistes qui versent plutôt dans le surréalisme pop et le graffiti —, qui produit des petites statues dérivées des œuvres de ses séries Sabel, Larawan et Mother and Child, ou avec les Britanniques de Rega Research (en), qui utilisent le design de ses œuvres pour leurs équipements hi-fi.

## Œuvre
BenCab explore les formes, trouvant des référents dans le néoréalisme tardif et dans la grande abstraction des années 1960, pour renouveler un art figuratif nécessaire entre la fin de la dictature de Marcos et l'époque contemporaine.
Ses séries de tableaux les plus notables sont Sabel, Larawan, Larawan II: The Filipino Abroad et Mother and Child.
Sélection d'œuvres :
- Waiting for the Monsoon, 1986
- The Indifference, 1988
- People Waiting, 1989
- Madonna with Objects, 1991
- Studies of Sabel, diptyque, 1991